# عامل التصحيح
إن عامل التصحيح هو عدد يُضاف على الحسابات من أجل «تصحيح» النتائج: وذلك عن طريق جعلها مطابقة لما يحدث في الواقع الحقيقة بشكل أفضل، أو عن طريق إضافة هامش للخطأ. وقد يتم العمل بعوامل التصحيح بأثر رجعي.

## الأمثلة في العلوم
تُحدد بعض الأعداد في النظرية العلمية بشكل عشوائي وفقًا لنتائج القياس وليس نتائج الحساب (على سبيل المثال،ثابت بلانك). ومع ذلك، في حالة هذه الثوابت الأساسية، عادة ما تكون عشوائيتها واضحة. لطرح فكرة أن حسابات أخرى قد تحتوي على «عامل تصحيح»، فقد يشير هذا الأمر إلى أنه جري تلاعب في الحسابات بشكل ما لتقدم النتائج تطابقًا جيدًا مضللاً في البيانات التجريبية.

### الثابت الكوني
في الفيزياء النظرية، عندما حاولأينشتاينبشكل أولي وضع النظرية النسبية العامة، وجد أن النظرية تبدو وكأنها تتنبأ وقوع انهيار جذبي للكون: وتبدو وكأن على الكون أن يتوسع أو يواجه الانهيار، وأنها تقدم نموذج كان الكون فيه ثابت وساكن (وقد بدت تلك النتيجة في ذلك الوقت «مناسبة» من وجهة نظر أينشتاين) وقام بوضع متغير توسعي (يُشار إليه بـالثابت الكوني) والذي كان غرضه الوحيد هو إلغاء الآثار التراكمية للجاذبية. وقد وصفه أينشتاين لاحقًا بـ «أكبر خطأ في حياتي».
ومع ذلك، اكتشف بعدها أن الثابت كان ضروريًا. وتسجل النتائج الحالية أن قيمة الثابت بالتأكيد غير صفرية وتصل إلى 99.7٪.[بحاجة لمصدر]

### عامل تصحيح الطفو
عامل تصحيح الطفو (FFF) هو ثابت يستخدم عند قياس سرعة نهر. يساوي العامل رقم 0.85 وهو رقم تعويضى لحركة الرياح ويحاول قياس التدفق الداخلى.

## هوامش خطأ متوقعة
وتتميز «عوامل التصحيح» في العلوم بصفة مشتركة وهي عشوائيتها وتطبيقها بأثر رجعي.
ومع ذلك يشيع في إدارة المشروعات تحديد هامش خطأ في «تكلفة الموارد»المتوقعة وذلك لجعل التنبؤات أكثر واقعية: فهناك العديد من العوامل غير المتوقعة والتي قد تؤخر مشروعًا أو تزيد من تكلفته ولكن هناك عوامل قليلة جدًا التي قد ينتج عن تسليمها قبل الوقت المحدد أو وفقًا للميزانية المحددة...إلى حدًا ما فإن النتائج «غير المتوقعة» تنقلب لتكون متوقعة، حتى وإن كان لا يمكن التنبؤ بطبيعتها الدقيقة مسبقًا. وقد يعرف المخططون ذوي الخبرة أن نوع معين من المشروعات سوف ينقلب بنسبة معينة من متطلبات المصدر المحسوبة وقد تُضَاعف الحسابات «التصورية» بواسطة هامش سلامة لتقديم تقديرات تقديرات أكثر واقعية، ويمكن أن يُشار إلى هذا الهامش أحيانًا على أنه عامل تصحيح. 
ومع ذلك، عند التخطيط أحداث متوقعة في أمور لا يمكن التنبؤ بها تعين عادة «هوامش الخطأ» أسماء أخرى أكثر تحديدًا: فعلى سبيل المثال، في مراقبة المخزون في المستودعات، حيث يُتوقع اختفاء مقدار محدد من المخزون بشكل طبيعي عن طريق التلف، أو السرقة أو مشاكل غير مبررة أخرى، ويُشار إلى التباين بـ التضاؤل.
وفي الهندسة قد يتم العمل بـ «عامل التصحيح» للسماح بوجود هامش خطأ في الكميات والأعداد غير المعروفة.